# Mecistocephalus uncifer
Mecistocephalus uncifer är en mångfotingart som först beskrevs av Filippo Silvestri 1919.  Mecistocephalus uncifer ingår i släktet Mecistocephalus och familjen storhuvudjordkrypare.
Artens utbredningsområde är Papua Nya Guinea. Inga underarter finns listade i Catalogue of Life.